# Pierre Breuil
Pour les articles homonymes, voir Breuil.
Pierre Breuil est un haut fonctionnaire français né le 10 octobre 1941 à Limoges. 

## Parcours et faits marquants

### Parcours
Licencié en droit, il passe par l'institut d'études politiques de Paris, école encore appelée Sciences Po, avant d'intégrer l'École nationale d'administration (promotion Turgot). 
À la suite de ce cursus, il intègre l'administration comme administrateur civil au ministère de l'Intérieur.
Puis il rentre dans le corps préfectoral comme sous-préfet : en juillet 1968, il est directeur du cabinet du préfet de Lot-et-Garonne, en mars 1970  directeur du cabinet du préfet de La Réunion, en décembre 1971 sous-préfet de Briançon, en octobre 1974 secrétaire général de la Haute-Marne, en septembre 1976  secrétaire général du Tarn et en janvier 1979  sous-préfet de Provins.
Il est ensuite conseiller technique au cabinet du garde des Sceaux, Alain Peyrefitte, de 1980 à 1981, à la fin du septennat du président Valéry Giscard d'Estaing. Lorsque la gauche s'empare du pouvoir, à la suite de l'élection de François Mitterrand en 1981, il passe à la Ville de Paris, dont le maire est alors Jacques Chirac. Il y est sous-directeur de la vie scolaire, de 1982 à 1984. Puis il passe aux affaires générales et contentieux, de 1985 à 1986. En 1986, Jacques Chirac devient le premier ministre de François Mitterrand. C'est la première cohabitation. Pierre Breuil est nommé conseiller technique au cabinet du ministre des DOM-TOM, Bernard Pons, négociant notamment la première convention de plan de développement entre l’État français et les îles de Mayotte peu après la visite de Jacques Chirac sur ce territoire en 1986.
Il alterne ensuite des postes de préfets et des postes en cabinet ministériel.
En aout 1987, il est nommé  préfet de la Haute-Loire. En mars 1990, il devient Délégué à l'espace aérien, au sein des services du Premier ministre. En août 1993, il est secrétaire général de la préfecture de Paris. En juin 1995, il rejoint les cabinets ministériels en tant que  directeur du cabinet du ministre de l'aménagement du territoire, de l'équipement et des transports (Bernard Pons à nouveau),. Son poste est légèrement revu à la suite d'un remaniement en novembre de la même année : il est directeur du cabinet de Bernard Pons, toujours, devenu ministre de l'équipement, du logement, des transports et du tourisme.
Après avoir été préfet hors cadre en juin 1997, il repart en province en août 1998 comme préfet de la Haute-Savoie. Puis il est nommé en septembre 2002 préfet des Alpes-Maritimes.
En août 2006, il devient inspecteur général de l'administration.

### Face à la catastrophe du tunnel du Mont-Blanc
Le 24 mars 1999, il est confronté comme préfet de Haute-Savoie (depuis quelques mois à peine), à l'incendie du tunnel du Mont-Blanc qui provoque 39 morts. À la suite de cette catastrophe, il doit se défendre, en tant que responsable de la sécurité publique sur le département alpin, et défendre les pouvoirs publics. Lors de la visite, trois jours après la catastrophe, de Jean-Pierre Chevènement sur les lieux du drame, le ministre est interpellé sur un rapport des pompiers datant de mi-janvier qui mettait en avant des dispositifs de sécurité insuffisants dans ce tunnel ancien. Lors d'un point avec la presse et les télévisions, le ministre confirme l'existence de ce rapport, au sein du ministère. Le préfet, à ses côtés, intervient dès lors  pour préciser qu'il s'agissait d'une analyse critique et de recommandations d'améliorations, sur une situation qui existait depuis des années. Les jours suivants, il précise n'avoir jamais reçu de rapports alarmants sur une dégradation de la sécurité du tunnel.  Le rapport des pompiers était une demande de subvention du service départemental d'incendie et de secours de Haute-Savoie et ne comportait que «quatre lignes en introduction »  sur la sécurité du tunnel. Et d'éventuels  rapports  reçus par ses prédécesseurs, il n'a trouvé après recherche qu'une simple fiche, émise par des hommes de la préfecture et un pompier, mettant  en avant le manque de coordination entre les secours français et italiens. Les experts mandatés pour analyser la catastrophe mettent en cause une des sociétés chargées de l'entretien du tunnel, mais relèvent aussi que les services publics n'avaient pas fait procéder depuis une dizaine d'années à des exercices d'entraînement aux incendies, en notifiant toutefois que Pierre Breuil venait d'en faire la demande au ministère, neuf jours avant l'incendie,.
Le tunnel reste bloqué durant trois ans. Des aménagements significatifs sont effectués sur sa sécurité, ainsi que sur d'autres tunnels ayant une conception également ancienne. La réouverture du tunnel, et l'autorisation du passage de camion, engendrent des débats passionnés. Pierre Breuil s'efforce de maintenir des échanges sereins. Il rappelle notamment aux médias que seuls trois maires du département, ceux de la vallée de Chamonix, sont hostiles à ré-autoriser le passage de poids-lourds :« C'est leur droit, et j'ai des relations constructives avec eux », déclare-t-il. Ce sujet provoque de longues tergiversations avant réouverture. Les dispositifs sont renforcés, et le transport de matières dangereuses ou polluantes interdit.

### Violences policières à Cannes
Le 15 mai 2004, durant une manifestation d'intermittents du spectacle à Cannes, pendant le festival, la situation dégénère entre les manifestants et les forces de l'ordre. Une douzaine de personnes sont blessées, des journalistes sont interpelés, et un cadreur de France 3 (FR3) est molesté par des policiers en civil. Préfet des Alpes-Maritimes en fonction et responsable à ce titre du maintien de l'ordre, Pierre Breuil présente ses excuses le lendemain sur la chaîne FR3, lors du 19/20,.  Une enquête est également menée par l'Inspection générale de la police nationale mais celle-ci égare les images enregistrées par le système de vidéosurveillance de la ville de Cannes… Plusieurs plaintes sont déposées, des policiers sont traduits devant le tribunal de grande instance de Grasse, mais des relaxes sont prononcées.

### Refus d’une dénomination d’une place de Nice au nom d’un ancien maire
En mars 2004, Pierre Breuil demande au tribunal administratif de Nice d’annuler une décision municipale sur le choix d'une dénomination proposée  pour une place de la ville, au nom d'un ancien maire, Jacques Médecin. Le préfet des Alpes-Maritimes estime que cette proposition du nom de Jacques Médecin est entaché d'« erreur manifeste d'appréciation » en raison des condamnations pénales prononcées contre l'ancien édile (qui garde pour autant une réelle popularité dans la cité). Le maire en fonction, Jacques Peyrat, conteste cette décision, la notion d'erreur manifeste d'appréciation n'ayant pour lui aucune existence juridique. Le tribunal administratif donne raison dans un premier temps au préfet en 2006. Mais un jugement en appel, en 2007, de la cour administrative d'appel de Marseille annule la décision de Pierre Breuil.
De façon plus générale, dans cette fonction de préfet des Alpes-Maritimes, Pierre Breuil s’est employé à réaffirmer le rôle de l’État, faisant par exemple détruire un bâtiment illégal de la Batterie de la Maure à Vallauris.

## Distinctions
- Chevalier de la Légion d'honneur en 1993[22]
- Chevalier de l'ordre national du Mérite

## Publication
- Bernard Brassens (inspecteur général des finances), Dominique Ducos-Fonfrede (chargée de mission au Conseil général des pont-et-chaussées), Pierre Breuil (inspecteur général de l’administration), Johannes Leibetseder (inspecteur de l’administration), Rapport sur le classement des hébergements touristiques, Ministère de l’économie, des finances et de l’industrie, juillet 2007, [présentation en ligne], 100 pages ;